# NGC 5090
NGC 5090 (другие обозначения — ESO 270-2, MCG −7-27-54, AM 1318—432, DCL 565, PGC 46618) — эллиптическая галактика (E2) в созвездии Центавр.
Этот объект входит в число перечисленных в оригинальной редакции «Нового общего каталога».
В галактике вспыхнула сверхновая SN 1981C. Её пиковая видимая звёздная величина составила 14,5.